# Здравствена заштита избеглица у Србији
Здравствена заштита избеглаца у Србији  у складу са законодавством Рпублике Србији регулише да све избеглице - странци који бораве у Србији или кроз њу пролазе имају право на здравствену заштиту, али се обим и услови за остваривање здравствене заштите разликују у односу на статус и узраст избеглица - странца.

## Законска регулатива
Здравствена заштита лица којима је одобрено право на уточиште или субсидијарну заштиту, као и тражилаца азила у Србији имају право на здравствену заштиту у складу са Законом о азилу и привременој заштити и прописима којима је уређена здравствена заштита странаца, и следећим међународним и националним законодавним оквирима,од кој их су у националном контексту, кључни:
- Закон о здравственој заштити („Службени гласник РС“, бр. 107/2005, 72/2009 - други закон, 88/2010, 99/2010, 57/2011, 119/2012, 45/2013 - други закон, 93/2014, 96/2015, 106/2015.)
- Закон о здравственом осгурању („Сл. гласник РС“, бр. 107/2005, 109/2005 – испр., 57/2011, 110/2012
- Одлука САД, 119/2012, 99/2014, 123/2014, 126/2014  и одлука САД,106/2015 и 10/2016 - др. закон) који регулишу здравствену заштиту странаца и избеглих лица,
- Закон о јавном здрављу („Службени гласник РС“, бр. 15/2016),
- Закон о азилу (Службени гласник РС”, бр. 109/2007),
- Правилник о здравственим прегледима лица која траже азил приликом пријема у центар за азил из 2008. године („Службени гласник РС“, бр. 93/2008).
- Закон о странцима („Службени гласник РС“, бр. 97/2008), укључујући
- Закон о управљању миграцијама („Службени гласник РС“, бр. 107/2012) који регулише, између осталог, рад Комесаријата за избеглице и миграције у домену сарадње са представницима система здравствене заштите на локланом нивоу, представљају оквир регулисаних права и обавеза у вези са пружањем здравствене заштите лицима која траже азил, којима је одобрен азил, мигрантима и страним држављанима. Законски оквир подразумева принцип недискриминације и инклузивности у здравствени систем, а мигрантској популацији би по закону требало да се обезбеђује здравствена заштита на исти начин као и домицилном становништву (Закон о здравственој заштити).[2]

## Здравствена заштита избеглица у односу на обим права
У односу на обим права и услове на здравствену заштиту, могу се разликовати три групе странаца.

### Прва група
Прву групу чине избеглице - странци који остварују право на здравствену заштиту и новчане накнаде под истим условима као и држављани Србије. То су пре свих страна у радном односу и чланови њихових секундарних породица,који спадају у здравствене осигуранике.  Осим њих, сва деца и млади до завршених 26 година који се налазе на редовном школовању  сматрају се осигураницима, што значи да су им на једнак начин доступна здравствена заштита и новчане накнаде као и држављанима Србије.

### Друга група
Другу групу чине избеглице - сгранци који о трошку Републике Србије могу остварити право на све здравствене услуге обухваћене обавезним здравственим осигурањем, али немају право на новчане накнаде.
Ову групу чине следећа лица:
- пунолетни тражиоци азила;
- особе укључене у програм подршке добровољног повратка;
- жртве трговине људима;[6]
- особе којима је одобрено право на азил, уколико су материјално необезбеђене.

### Трећа група
Трећу групу чине избеглице - странци којима је одобрен привремени боравак из хуманитарних разлога и странци који незаконито бораве у Србији, а нису укључени у програм подршке добровољног повратка, и они би требали сами да сносе трошкове здравствене заштите.
Правним оквиром је предвиђено да они имају право на хитну медицинску помоћ, али не о трошку Републике Србије.   Ипак, странац у редовном статусу може бити ослобођена плаћања трошкова хитне медицинске помоћи установи уколико нема потребна новчана средства. У том случају установа ће надокнаду добити од државе тако што ће поднети захтев Министарство здравља, а држава ће на себе преузети наплату од стране странца.
Још један начин да се избеглице - странац у редовном статусу ослободи трошкова пружених здравствених услуга, јесте да се региструју и пред полицијским службеником Полицијске управе за странце изрази намеру да тражи азил. Међутим, ово може бити опција само уколико претходно није регистрован у Републици Србији.

## Начин остваривања здравствене заштите
У случају потребе за здравственом заштитом, ова категорија лица одлазе у Дом здравља на територији општинена којој су смештени приватно и; одрасле особе се јављају служби опште медицине, а деца до 18 год старости служби за здравствену заштиту деце предшколског и школског узраста.
У случају потребе за даљим испитивањем или лечењем, лекар опште медицине или педијатар издаје упут за специјалистички преглед у надлежној здравственој установи.
Здравствени прегледи се заказују, осим уколико се ради о хитном случају на основу процене медицинског особља надлежне здравствене установе.
У случају прописивања неопходних лекова од стране надлежних лекара, постоји могућност њиховог обезбеђивања преко Министарства здравља током трајања пројекта „Специјалне мере 6“.

## Здравствена заштита у склопу пројектних активности које финансира Европска унија
Министарство здравља Републике Србије је у склопу пројектних активности које финансира Европска унија, обезбедило да избеглице и мигранти могу бесплатно да добију потребне медицинске услуге, независно од њиховог статуса.
У центрима за азил и прихватним центрима бесплатан приступ здравственој заштити је остварен отварањем амбуланти при надлежним домовима здравља, које се налазе у оквиру ових центара, а у оквиру амбуланте постоје и апотека са неопходним лековима и могућношћу набавке додатних лекова.
Уколико избеглице бораве у установи социјалне заштите, за бригу о здравственом стању пацијента надлежан је дом здравља, а установа је дужна да кориснику обезбеди пратњу до здравствене установе ради прегледа, као и другу неопходну помоћ.

## Број избеглица на здравственој заштити по годинама

### 1996.
Према првом попису избеглица и других ратом угрожених лица (1996), који су спровели Комесаријат за избеглице Републике Србије и Високи комесаријат ОУН за избеглице, у Србији се налазило 537.937 избеглих и прогнаних лица, од чега 259.700 у АП Војводини.

### 2001.
Према другом попису избеглица и других ратом угрожених лица (2001), од 377.131 лица у Србији са статусом избеглице, у АП Војводини се налазило 217.438.

### 2004/2005
Према регистрацији избеглица у Републици Србији 2004/2005. у Србији је било 104.682 лица са статусом избеглице, од чега 50.436 у АП Војводини.

### 2011.
Према попису становништва из 2011, у Србији се налазило 74.487 лица са статусом избеглице, од чега 35.521 у АП Војводнини.

### 2022.
Од почетка 2022. године забележен је тренд раста броја избеглица у Србији, највише из Азије и Африке, како би побегли од ратног насиља и великих сукоба. Око 40 одсто избеглица у Србију долази из Авганистана, али их има и из Сирије, Сомалије, Бангладеша, Пакистана и Индије. Њихов број се креће између 5.000 и 6.000, иако дневно уђе више од 250 људи. Значајан је и прилив избеглица из Украјине, јер је од почетка сукоба 40.000 њих ушло у Себију, а више од 8.000 пријавило боравак. Азил у Србији,је од почетка године трађило 1.600 људи а само двоје је и добило азил.